# FXEmpire.com
FXEmpire.com é um site de notícias e análises financeira desenvolvido para oferecer atualizações a investidores ativos e individuais. O site fornece cotações mundiais, gráficos e notícias financeiras cobrindo os principais mercados, além de oferecer aos usuários diversas ferramentas de negociação e especialistas em Forex e análises de mercado.
A página apresenta uma grande compilação de dados do mercado mundial, ferramentas de negociação, vídeos, relatórios financeiros e notícias mundiais. Embora o site principal esteja em Inglês, FXEmpire.com oferece sua página inicial e as análises financeiras em 15 idiomas diferentes, incluindo alemão, francês, italiano, dinamarquês, português, russo, árabe, turco, grego e hebraico.

## História
FXEmpire.com é parte da FX Empire Network. Os visitantes do site podem escolher entre notícias diárias, semanais e análises de mercado que acompanham de perto os mercados internacionais, criando conteúdo exclusivo a cada hora. A equipe especializada do FXEmpire desenvolve textos e análises em vídeo, oferecendo previsões diárias e semanais sobre os acontecimentos dos mercados. Os usuários podem acompanhar gráficos através de artigos ou vídeos disponibilizados no site.

## Ferramentas e Serviços
FXEmpire.com fornece diversas ferramentas, notícias, gráficos e cerca de 25.000 instrumentos financeiros (como ações, Forex, índices, commodities, títulos e ETFs).

### Ferramentas de Negociação
FXEmpire.com oferece aos usuários ferramentas que vão desde calculadoras a conversores de moedas. FX Empire também fornece um conjunto de gráficos desenvolvidos em Java que acompanham entrevistas com comerciantes de Forex, incorporando os dados que são considerados úteis para as análises. O site também fornece estudos técnicos, com análise de indicadores técnicos dos principais ativos, padrões dos gráficos, atualização de notícias e outras previsões para oferecer sinais de negociação feitos de forma concisa por especialistas baseados em diferentes timeframes.
Ferramentas de negociação atualmente disponíveis são:
- Calculadora Fibonacci
- Cálculo Marginal
- Cálculo Lucros
- Calculadora de Unidades Forex
- Calculadora Pivot
- Calculadora de Valor de Pip
- Calculadora de Carry Trade
- Calculadora de Custo de Spread
- Conversor de Moeda
- Dados Históricos
- Transmissão de Taxas Forex
- Transmissão em Tempo Real dos Preços de Commodity
- Principais Índices Mundiais
- Taxas Atualizadas de Stock Market
- Taxas de Mercado Atualizadas
- Forex e Mercado Mundial Atualizadas a cada Hora

### Calculadora Fibonacci
A calculadora Fibonacci é usada para "prever alvos aproximados de preços, [e] gerar retrações de Fibonacci e valores de extensões." 

### Notícias e Análises
As atualizações das notícias e análises diárias são feitas por uma equipe de profissionais composta por jornalistas e analistas de mercado. A equipe prepara análises fundamentais e técnicas das principais moedas, commodities e índices. FX Empire foi o primeiro portal a oferecer uma análise técnica em vídeo. O site fornece notícias que vão desde moedas, commodities, os eventos econômicos até informações dos bancos centrais. A equipe também oferece aos usuários um material didático exclusivo e avaliações dos broker de opção binária e Forex em formatos de vídeo e texto. Em 2011, o site previu a queda do gás natural, enquanto a maior parte do mercado estava esperando uma alta nos preços. FXEmpire.com tem sido citada nos melhores sites financeiros como uma fonte confiável de informação.

### Mercado de Ações
FXEmpire.com disponibiliza em seu site notícias e análises da bolsa de valores, incluindo a NYSE, NASDAQ, OMX Copenhague 20, OMX Helsinki, OMX Stockholm 30 e todos os pares de moedas Forex.

### Equipe Notável
- Christopher Lewis

Lewis é analista da FX Empire desde o início. Ele escreve análises técnicas de Forex e commodities com atualização diária e semanal, que são oferecidas em formatos de texto e vídeo.
- Barry Norman

Norman fornece ao FX.Empire as análises fundamentais e notícias com atualizações diárias, juntamente com as previsões semanais e mensais. Norman é um autor com vários livros publicados sobre a comercialização de FX. Apelidado de "Binary Barry" por seu conhecimento dos pontos binários, Norman também publica um boletim diário privado, o qual é distribuído para mais de 25.000 traders.
- James A. Hyerczyk

Hyerczyk trabalha como analista fundamental e técnico no mercado financeiro desde 1982. Seu trabalho técnico apresenta o padrão preço e técnicas de análise de tempo de W.D. Gann. James contribui diariamente com notícias e análises técnicas sobre os mercados de ações.
- Cliff Wachtel

Wachtel é autor do premiado, The Sensible Guide To Forex: Safer, Smarter Ways to Survive and Prosper from the Start. Ele é consultor de investimentos, analista, escritor, instrutor, comerciante e investidor há mais de 30 anos em diferentes mercados e classes de ativos em todo o mundo, além de contribuir para várias mídias financeiras.